# أسل أندرسوني
أسل أندرسوني (الاسم العلمي: Juncus andersonii) نوع نباتي يتبع جنس الأسل وينتمي إلى الفصيلة الأسلية.